# マイク・テラーナ
マイク・テラーナ（Mike Terrana、1960年1月21日 - ）は、アメリカ合衆国ニューヨーク州バッファロー生まれのドラマー。現在はドイツを拠点に活動している。

## 来歴
学業よりもロック・スターになることを夢見ていたマイク・テラーナは、19歳の時にローディーを務めながら、クラブに出入りして顔を売り、いくつかのカバー・バンドでプレイする。

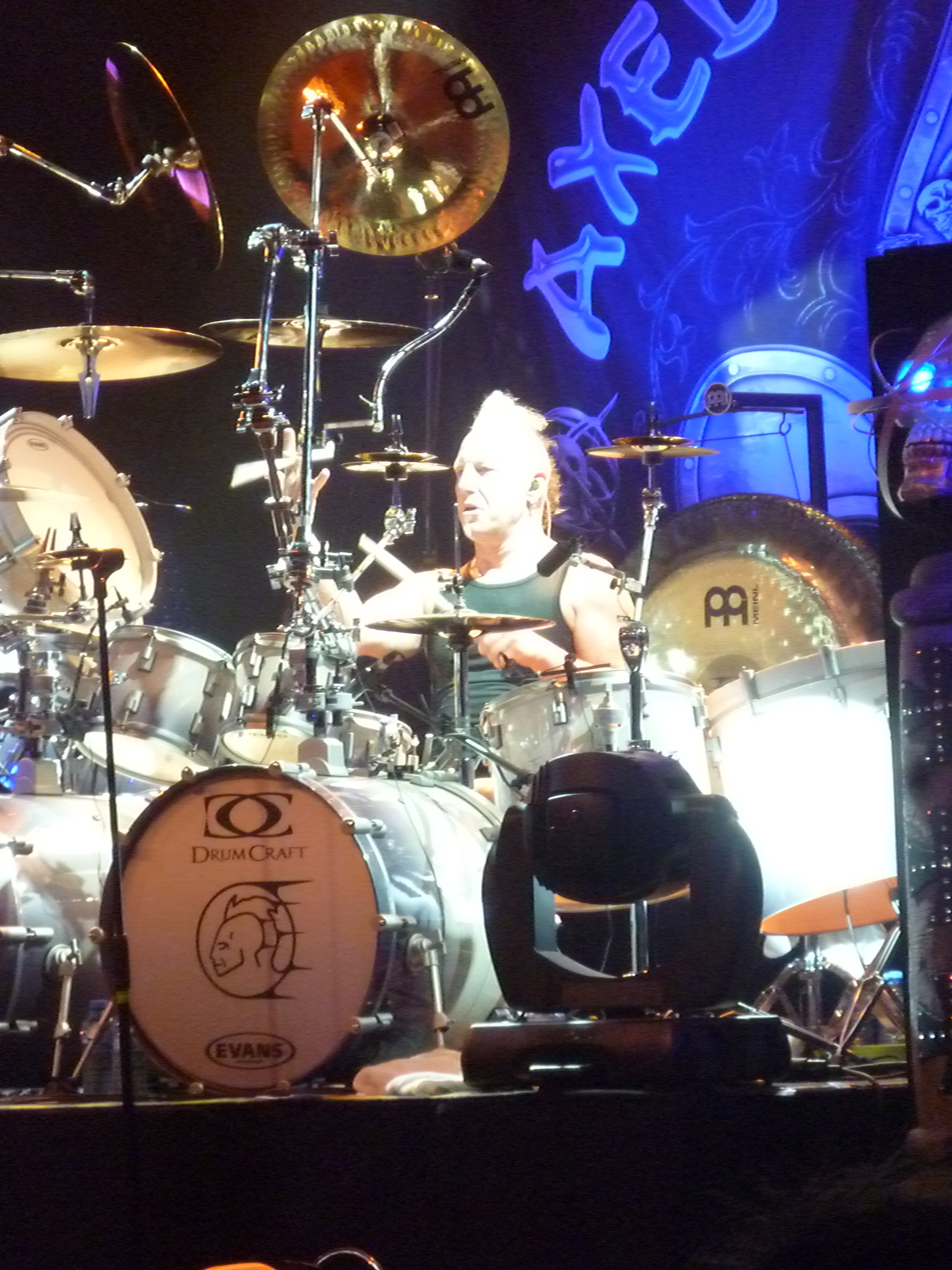
アクセル・ルディ・ペル - ドイツ公演 (2012年)

カナダに移住してハノーバーという地元のバンドに加入、『Hungry Eyes』をリリースし、サクソンをサポートするアメリカ・ツアーを行う。

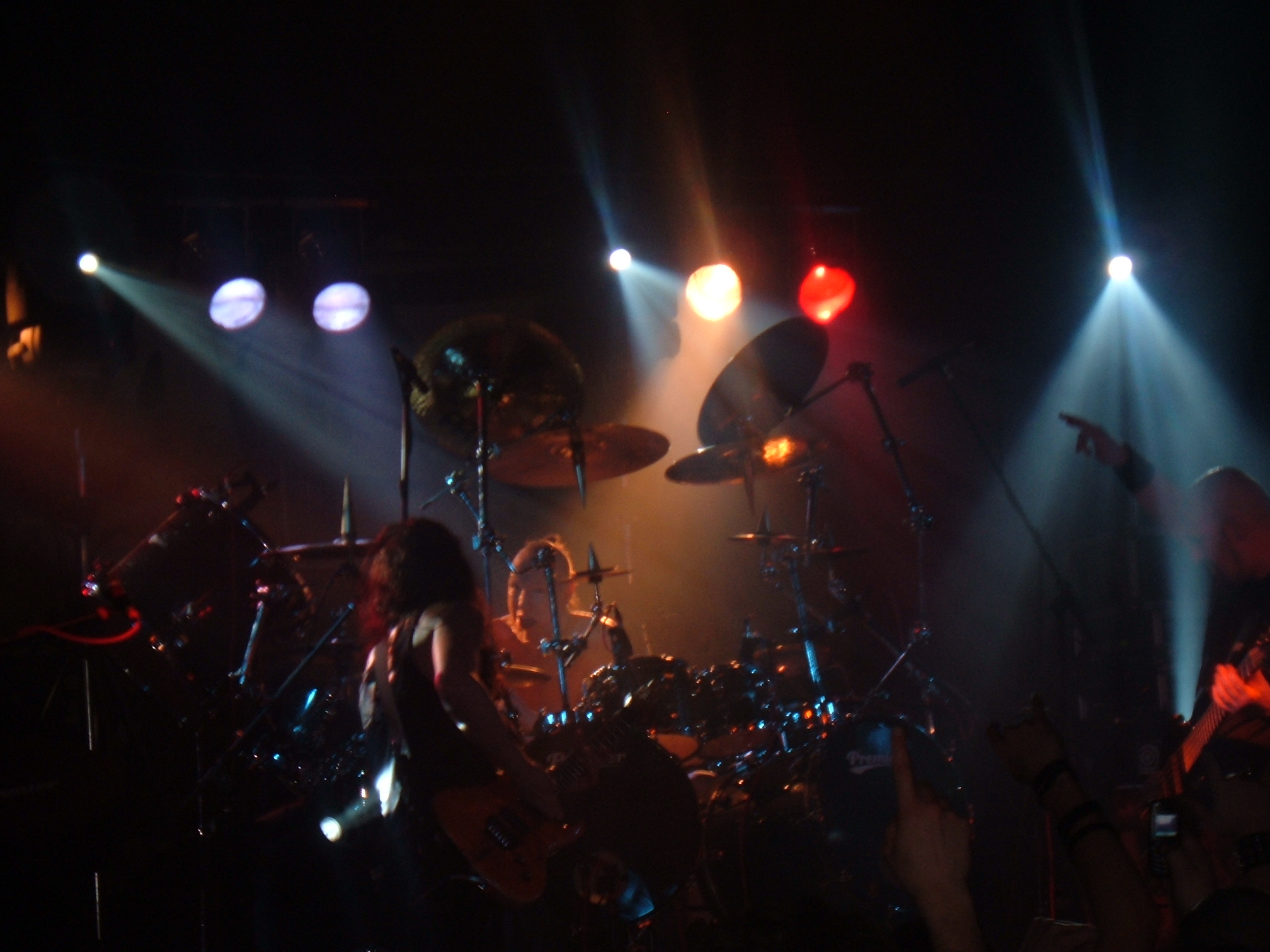
レイジ - イタリア公演 (2006年)

1987年、当時ヘヴィ・メタルの中心地であったロサンゼルスに転居。Kuni、トニー・マカパイン、イングヴェイ・マルムスティーン、と様々なセッションでプレイするもののアメリカの音楽生活に幻滅してしまい、10年後の1997年にオランダへ移住。だが6か月間をここで過ごすものの、ドラムス奏者としての仕事はほとんど無かった。
ヘヴィ・メタル系のミュージシャンがドイツに多くいることもあり、ハンブルクへ移住、レイジの正式メンバーとして、またアクセル・ルディ・ペルのメンバーとして活動しながら数多くのセッションをこなす。またバディ・リッチやトニー・ウィリアムスといったドラマーの影響も受けている彼は、フュージョン・バンド、タブー・ヴードゥーを結成するなどしてプレイの幅を広げ、自身のソロ・アルバムでもジャズ・ロック／フュージョンの影響が色濃く出た音楽を演奏している。
レイジを脱退することが2006年12月6日に発表され、現在はマスタープランを中心に活動している。

## ディスコグラフィ

### ソロ
- Rock Drums (1996)
- Shadows of the Past (1998)
- Man of the World (2005)

### トニー・マカパイン
- フリーダム・トゥ・フライ Freedom to Fly (1992)
- エボルーション Evolution (1995)
- ヴァイオレント・マシーン Violent Machine (1996)
- ライヴ・インサニティ Live Insanity (1997)

### イングヴェイ・マルムスティーン
- セブンス・サイン The Seventh Sign (1993)
- ライヴ・アット・武道館 Live at Budokan (1994)
- アイ・キャント・ウェイト I Can't Wait (1994)

### アーテンション
- イントゥ・ジ・アイ・オブ・ザ・ストーム Into the Eye of the Storm (1996)
- フェニックス・ライジング Phoenix Rising (1998)
- セイクリッド・パスウェイズ Sacred Pathways (2001)
- ニュー・ディスカヴァリー New Discovery (2003)
- フューチャー・ワールド Future World (2005)

### アクセル・ルディ・ペル
- The Ballads II (1999)
- The Wizards Chosen Few (2000)
- マスカレード・ボール The Masquerade Ball (2000)
- Knights Live (2002)
- Knight Treasures (2002)
- シャドウ・ゾーン Shadow Zone (2002)
- Kings and Queens (2004)
- The Ballads III (2005)
- Mystica (2006)

### レイジ
- ゴースツ Ghosts (1999)
- ウェルカム・トゥ・ジ・アザー・サイド Welcome to the Other Side (2001)
- ユニティ Unity (2002)
- サウンドチェイサー Soundchaser (2003)
- フロム・ザ・クレイドル・トゥ・ザ・ステージ From the Cradle to the Stage (live album) (2004)
- スピーク・オヴ・ザ・デッド Speak Of The Dead (2006)

### その他
ハノーバー
- Hungry Eyes (1985)

Kuni
- Kuni (1988)

ボー・ナスティ
- ダーティー・バット・ウェル・ドレスド Dirty but Well Dressed (1989)

ジョン・ウェスト
- Mind Journey (1997)

スチュアート・スミス
- ヘブン・アンド・アース Heaven and Earth (1998)

ダミール・シミッチ
- The Quest (1998)

ローランド・グラポウ
- カレイドスコープ Kaleidoscope (1999)

メタリウム
- ミレニアム・メタル Millennium Metal (1999)

ヴィクター・スモールスキ
- The Heretic (2000)

スクイーラー
- Made for Eternity (2000)
- Under the Cross (2002)

Driven
- Self-Inflicted (2001)

Ferdy Doernberg
- Storyteller's Rain (2001)

Tony Hernando
- The Shades of Truth (2002)
- Ill (2005)

トレイシー・G
- Deviating from the Set List 2003

タブー・ヴードゥー
- Somethin's Cookin' (2003)

ジリオン
- Zillion (2004)

キコ・ルーレイロ
- ノー・グラヴィティ No Gravity (2005)

レイザーバック
- Deadringer (2007)

他、多数